# Mercedes-Benz CLE-Klasse

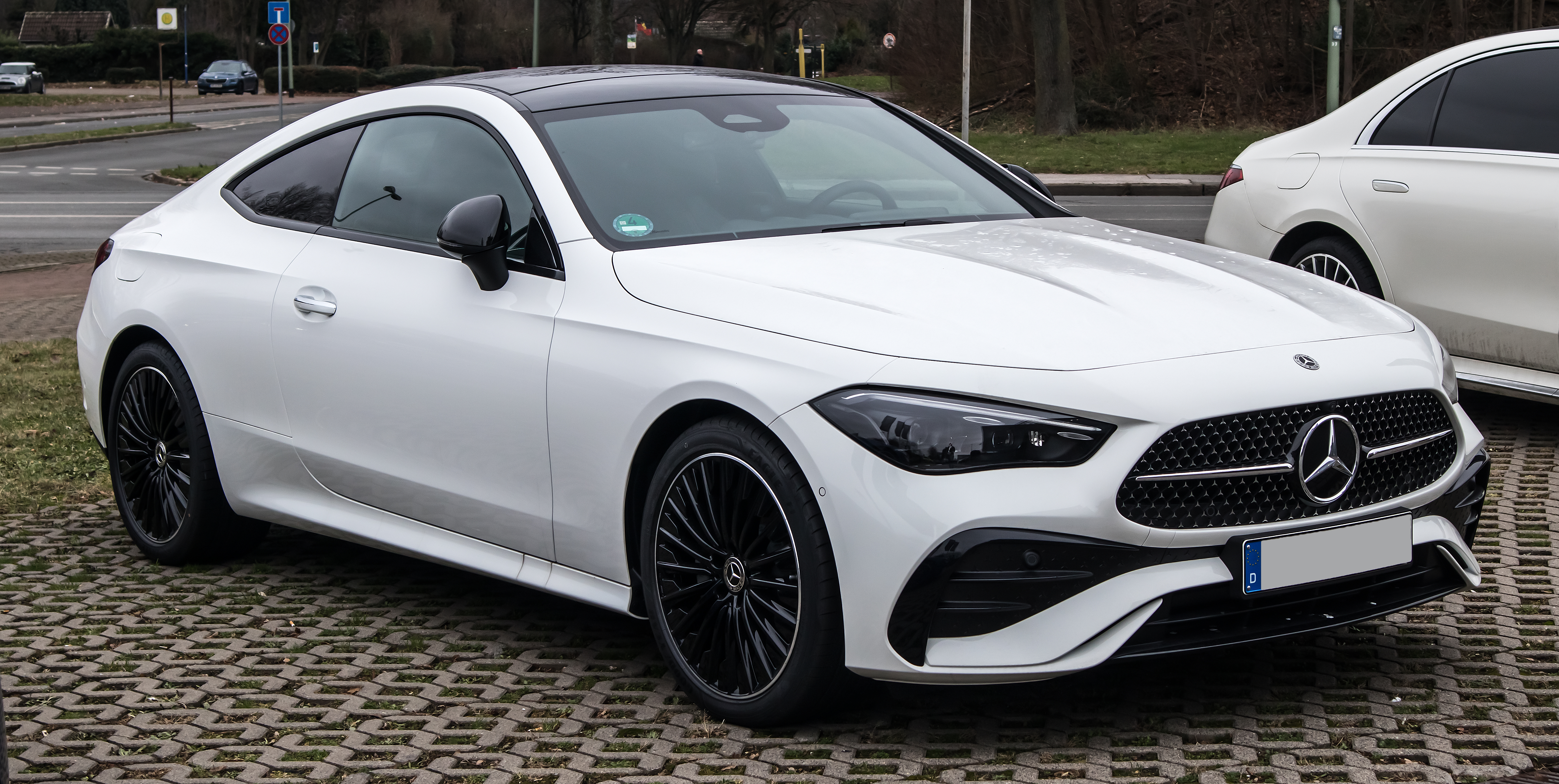
Mercedes-Benz CLE

De Mercedes-Benz CLE-Klasse is een auto van de Duitse autoproducent Mercedes-Benz die in 2023 geïntroduceerd werd. De CLE vervangt zowel de C-Klasse coupé als E-Klasse coupé en kent ook een cabriolet-versie. Tevens zijn er varianten beschikbaar met meer vermogen en gericht op sportieve prestaties onder de naam van Mercedes-AMG.